# NERIT
NERIT (Nea Ellīnikī Radiofōnia, Internet kai Tīleorasī - in greco NEPIT - Νέα Ελληνική Ραδιοφωνία, Ίντερνετ και Τηλεόραση, letteralmente Nuova Radio, Televisione e Internet greca) è stata dal 2013 al 2015 la società concessionaria in esclusiva del servizio pubblico radiotelevisivo in Grecia.

## Storia
È stata fondata dal governo greco con la legge 4173 del 26 luglio 2013, in sostituzione del precedente ente Ellīnikī Radiofōnia Tīleorasī (ERT), chiuso nel 2013. Dal 22 gennaio 2014 l'UER la riconosce come suo membro effettivo. Inizia le sue trasmissioni il 4 maggio 2014 e le cessa l'11 giugno 2015, quando il Governo Tsipras I ristabilisce la ERT come radiotelevisione pubblica dello stato.

## Prodotti

### Canali televisivi
- NERIT 1
- NERIT Sports (2014 - gennaio 2015)
- NERIT Plus (1º gennaio - 11 giugno 2015)
- NERIT HD

### Canali radiofonici
NERIT operava quattro canali radiofonici a diffusione nazionale più uno per la Macedonia:
- Prōto Programma (Πρώτο Πρόγραμμα, Primo Programma)
- Deftero Programma (Δεύτερο Πρόγραμμα, Secondo Programma)
- Trito Programma (Τρίτο Πρόγραμμα, Terzo Programma)
- Kosmos
- NERIT Makedonia

## Finanziamento
Come già accadeva con l'ERT, la NERIT, dal 1º gennaio 2014, riscuoteva il canone televisivo trattenendo una percentuale su tutte le bollette elettriche. Tale modalità di finanziamento fu causa di proteste, giacché tutte le bollette elettriche emesse in Grecia comprendono la quota del canone, senza tener conto se si tratti di famiglie o enti pubblici (es. gli uffici comunali).

## Direzione
NERIT era gestita da due organi collegiali di nomina governativa, così composti.

### Consiglio di sorveglianza
- Theodōros Fortsakīs (presidente)
- Anna Damianidou
- Andreas Zoulas
- Tatiana Karapanagiōtī
- Loukas Karytinos
- Simos Simopoulos
- Chrīstos Chōmenidīs

### Consiglio direttivo
- Geōrgios Prokopakīs (presidente e AD)
- Ekaterinī Evagelakou
- Theodōros Karounos
- Nikolaos Xanthoulīs
- Kōnstantinos Polyzōgopoulos